# AlohAAA!
『alohAAA!』（アロハ!）は、2007年3月21日にavex traxから発売されたAAAの3枚目のミニ・アルバム。

## 解説
- 前カバーアルバム『CCC-CHALLENGE COVER COLLECTION-』から約1ヶ月ぶりのアルバム。
- AAA×アパレルブランド「T&C Surf Designs」とのコラボ作品であり、1万枚限定生産である。また、コラボアイテムとして、オリジナルTシャツ&ポーチ同梱されている。
- 「CD+DVD ver.」の1形態での発売。今までのアルバムで、1形態のみでの発売は初めてである。
- 3月21日に発売されたAAA 3タイトル同時購入セットに「ミュゥモ・ショップ オリジナル特典」が付いたスペシャルセット商品も発売された。
  - Channel@×AAA（AVBD-91464）
  - alohAAA!（AVCD-23238）
  - Climax Jump（AVCA-26222）
- 「Wonderful Life」のミュージッククリップは、ハワイでのオフショットの映像を収録したミュージッククリップとなっている。

## 収録曲
CD
1. Wonderful Life (5:02)
作詞：中島有紀 / 作曲・編曲：Sin
  - 新録曲。
2. 太陽 (4:48)
作詞・作曲：川井健 / 編曲：田辺恵二
  - 1st Album「ATTACK」収録曲。
3. ハリケーン・リリ、ボストン・マリ (5:00)
作詞・作曲：真島昌利 / 編曲：家原正樹
  - 7thシングル。シングルバージョンはアルバム初収録。
4. VIRGIN F (4:26)
作詞：motsu / 作曲・編曲：後藤次利
  - 1stアルバム「ATTACK」収録曲。
5. 地球に抱かれて (4:21)
作詞：PANTA / 作曲・編曲：十川知司
  - 1stアルバム「ATTACK」収録曲。
6. Shalala キボウの歌 (4:07)
作詞：石田衣良 / 作曲：成瀬英樹 / 編曲：今井了介
  - 6thシングル。

| #  | タイトル                        | 作詞 | 作曲・編曲 | 監督                  | 時間 |
| -- | ------------------------------- | ---- | ---------- | --------------------- | ---- |
| 1. | 「Wonderful Life [Music Clip]」 |      |            | Ippe~Morita（Saloon） | 5:03 |